# Cremolino
Cremolino (Chërmolin in piemontese, Chermoìn in ligure) è un comune italiano di 1 014 abitanti della provincia di Alessandria, situato nell'Alto Monferrato, in Piemonte.
È uno dei comuni dell'Ovadese, area storico-culturale del Basso Piemonte e del Monferrato, che prende il nome dalla città di Ovada.

## Storia
Citato come Cremenna in un documento del secolo X, passò sotto il dominio dei Signori del Bosco. Intorno al 1240, in seguito a matrimonio, cominciò la signoria dei Malaspina, che durò per due secoli, nell'ambito del marchesato del Monferrato.
Oggetto di mire espansionistiche dei Savoia, proclamò la sua fedeltà al Monferrato.
Successivamente passò alle casate genovesi dei Sauli, dei Centurione, dei Doria e, infine, dei Serra fino al 1708, anno in cui tutto il Monferrato divenne parte del Ducato di Savoia.

### Simboli
Lo stemma civico è documentato in una carta intestata del 1890 presente nell'Archivio di Stato di Alessandria dove è raffigurato uno scudo rosso con un leone rampante rivoltato, con la testa di fronte, mentre afferra con le zampe anteriori lo "spino secco", simbolo dei Malaspina, signori di Cremolino tra la metà del XII e la metà del XV secolo. Lo stemma e il gonfalone sono stati ufficialmente concessi con decreto del presidente della Repubblica del 12 ottobre 1993.
Il gonfalone è costituito da un drappo di giallo.

## Monumenti e luoghi d'interesse
Domina il paese il castello, la cui struttura originaria risale al XI secolo.
Meta di pellegrinaggi è il santuario della Bruceta, sorto nel secolo IX. Prende il nome dal dipinto della Madonna su pietra in esso conservato e miracolosamente scampato all'incendio che distrusse la cappella preesistente. Nel 1918, papa Benedetto XV concesse per questa chiesa l'indulgenza plenaria.
In paese sorge invece la chiesa parrocchiale di Nostra Signora del Carmine, costruita nel XIX secolo.
La stazione ferroviaria più comoda per arrivarvi non è la stazione di Prasco-Cremolino, ma quella di Ovada, altrettanto distante, ma molto più servita da mezzi pubblici.

## Cremolino e il FAI
Questo caratteristico borgo è particolarmente degno di nota per aver ricevuto un riconoscimento significativo dal Fondo Ambiente Italiano (FAI).
Nel corso dell'undicesima edizione del censimento del FAI, Cremolino è risultato il vincitore della classifica speciale “I Borghi e i loro Luoghi”. Questo successo straordinario è stato reso possibile dalla votazione di ben 20.194 persone, evidenziando la forte affezione e l'apprezzamento che la popolazione nutre nei confronti di Cremolino e del suo patrimonio storico.
L'edizione 2022 del censimento ha visto la partecipazione di oltre 1,5 milioni di voti a favore di più di 38.800 luoghi in tutta Italia, sottolineando una straordinaria mobilitazione del territorio. Questo risultato dimostra l'importanza e la valutazione positiva dei cittadini italiani verso la conservazione e la valorizzazione del proprio patrimonio storico e culturale.
Il territorio di Cremolino è caratterizzato da colline ondulate coltivate a vigna, dove vengono prodotti alcuni dei migliori vini italiani. La cucina locale, frutto di una lunga tradizione culinaria, offre delizie prelibate e autentiche. Inoltre, i visitatori hanno la possibilità di gustare il rinomato tartufo bianco, uno dei prodotti più pregiati e ricercati della gastronomia italiana.
Grazie alla sua posizione privilegiata, che domina tutte le colline circostanti, da Cremolino si possono avvistare 14 dei 28 castelli presenti nella zona, che vanta la più alta concentrazione di castelli al mondo. Questa caratteristica rende Cremolino un punto di osservazione straordinario per apprezzare la ricchezza architettonica e storica di questa regione.
Cremolino si presta anche come base per numerose escursioni, sia a piedi, in bicicletta o in E-bike, adatte a tutti i livelli di abilità, dagli esperti ai principianti. Un ricco catalogo di percorsi è disponibile sul portale del territorio, che dà conto degli eventi che periodicamente si svolgono nel borgo storico di Cremolino.

## Società

### Evoluzione demografica
Abitanti censiti

## Cultura

### Eventi
- Festa delle frittelle, nel borgo medievale, 1º maggio
- Sagra delle tagliatelle, 2º week-end di luglio
- Sagra del pesce (Festa del tamburello), 3º week-end di luglio
- Teatro e musica nell'antico borgo, luglio - agosto

## Economia
La zona è nota per il vino: rinomato in particolare è il Dolcetto d'Ovada, per il quale il paese è in zona DOC.

Come in altri paesi del Monferrato, il turismo e la conoscenza del vino locale vengono facilitati con l'organizzazione di sagre gastronomiche i cui piatti principali sono le tagliatelle alle erbette e il coniglio alla cremolinese, che hanno ottenuto il riconoscimento De.Co.

## Amministrazione
Di seguito è presentata una tabella relativa alle amministrazioni che si sono succedute in questo comune.
| Periodo         | Periodo        | Primo cittadino         | Partito                                                        | Carica  | Note  |
| --------------- | -------------- | ----------------------- | -------------------------------------------------------------- | ------- | ----- |
| 25 gennaio 1987 | 27 maggio 1990 | Gian Piero Configliacco | Partito Comunista Italiano                                     | Sindaco | [ 8 ] |
| 27 maggio 1990  | 24 aprile 1995 | Gian Piero Configliacco | Partito Comunista Italiano, Partito Democratico della Sinistra | Sindaco | [ 8 ] |
| 24 aprile 1995  | 14 giugno 1999 | Gian Piero Configliacco | sinistra                                                       | Sindaco | [ 8 ] |
| 14 giugno 1999  | 14 giugno 2004 | Gianpiero Configliacco  | lista civica                                                   | Sindaco | [ 8 ] |
| 14 giugno 2004  | 8 giugno 2009  | Piergiorgio Giacobbe    | lista civica                                                   | Sindaco | [ 8 ] |
| 8 giugno 2009   | 26 maggio 2014 | Piergiorgio Giacobbe    | lista civica: insieme per Cremolino                            | Sindaco | [ 8 ] |
| 26 maggio 2014  | 27 maggio 2019 | Mauro Berretta          | lista civica                                                   | Sindaco | [ 8 ] |
| 27 maggio 2019  | 9 giugno 2024  | Massimo Giacobbe        | lista civica: insieme per Cremolino                            | Sindaco | [ 8 ] |
| 9 giugno 2024   | in carica      | Massimo Giacobbe        | lista civica: insieme per Cremolino                            | Sindaco | [ 8 ] |

## Galleria d'immagini

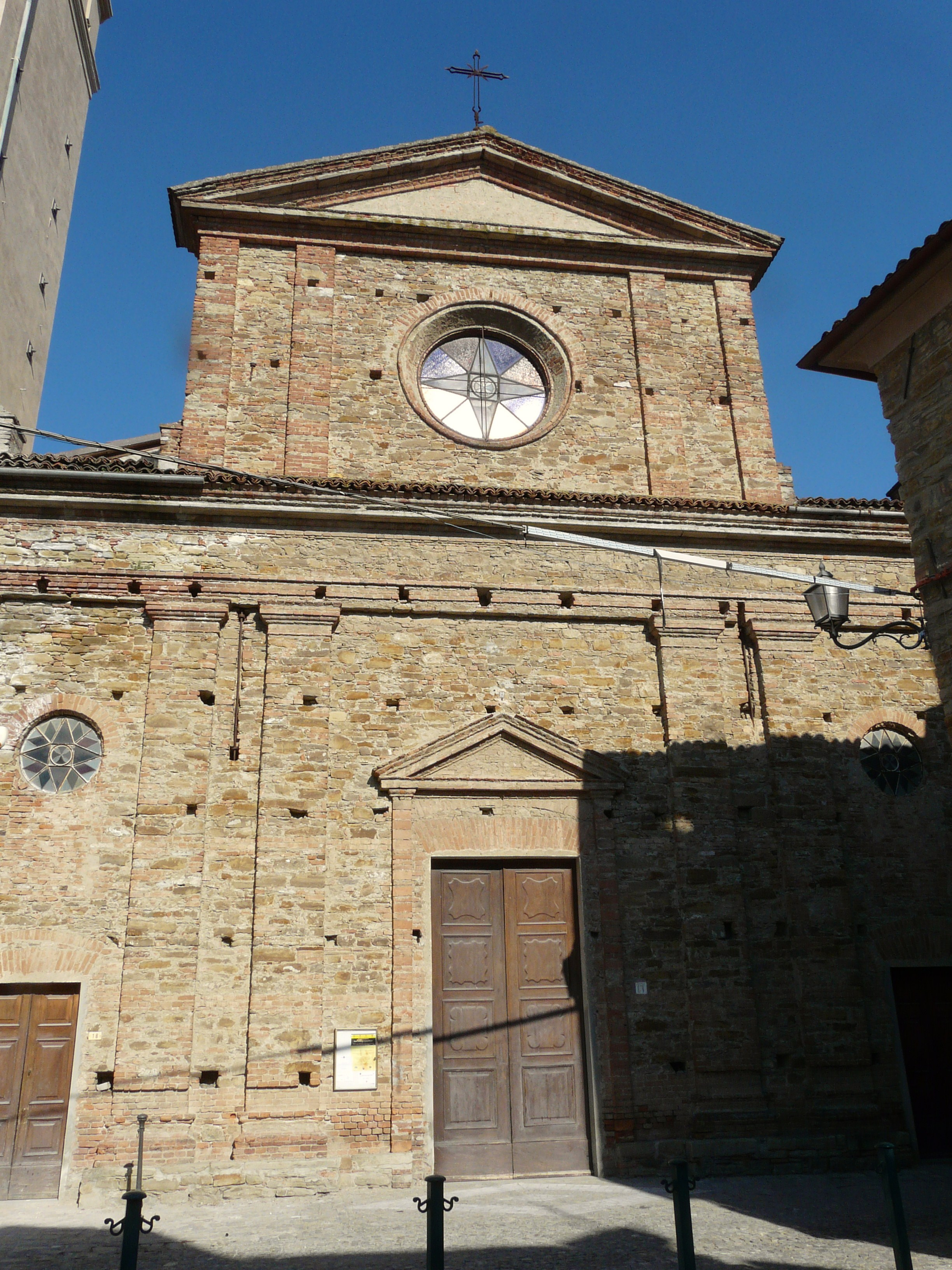
La chiesa di Nostra Signora del Carmine
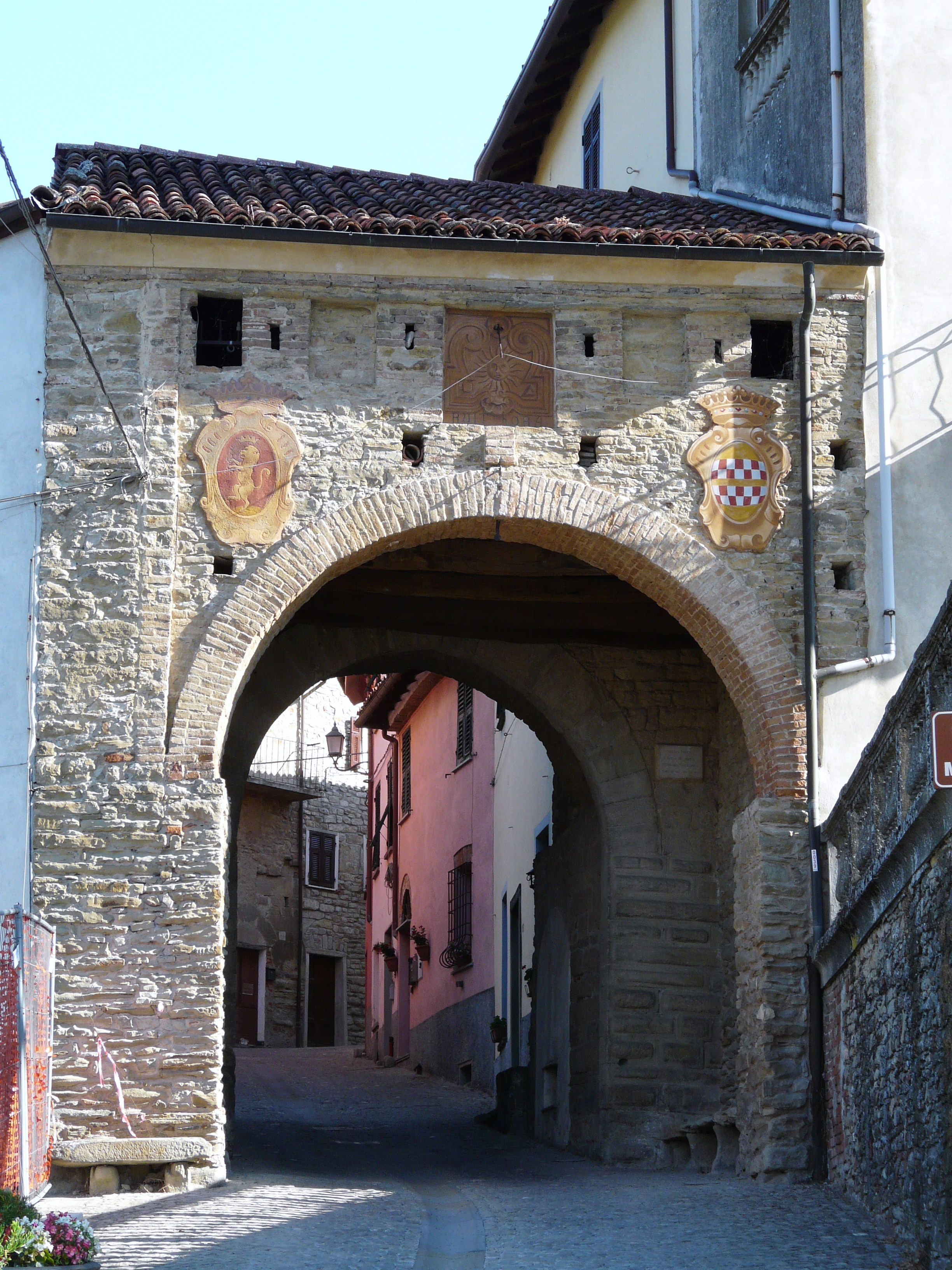
Porta d'accesso al borgo storico
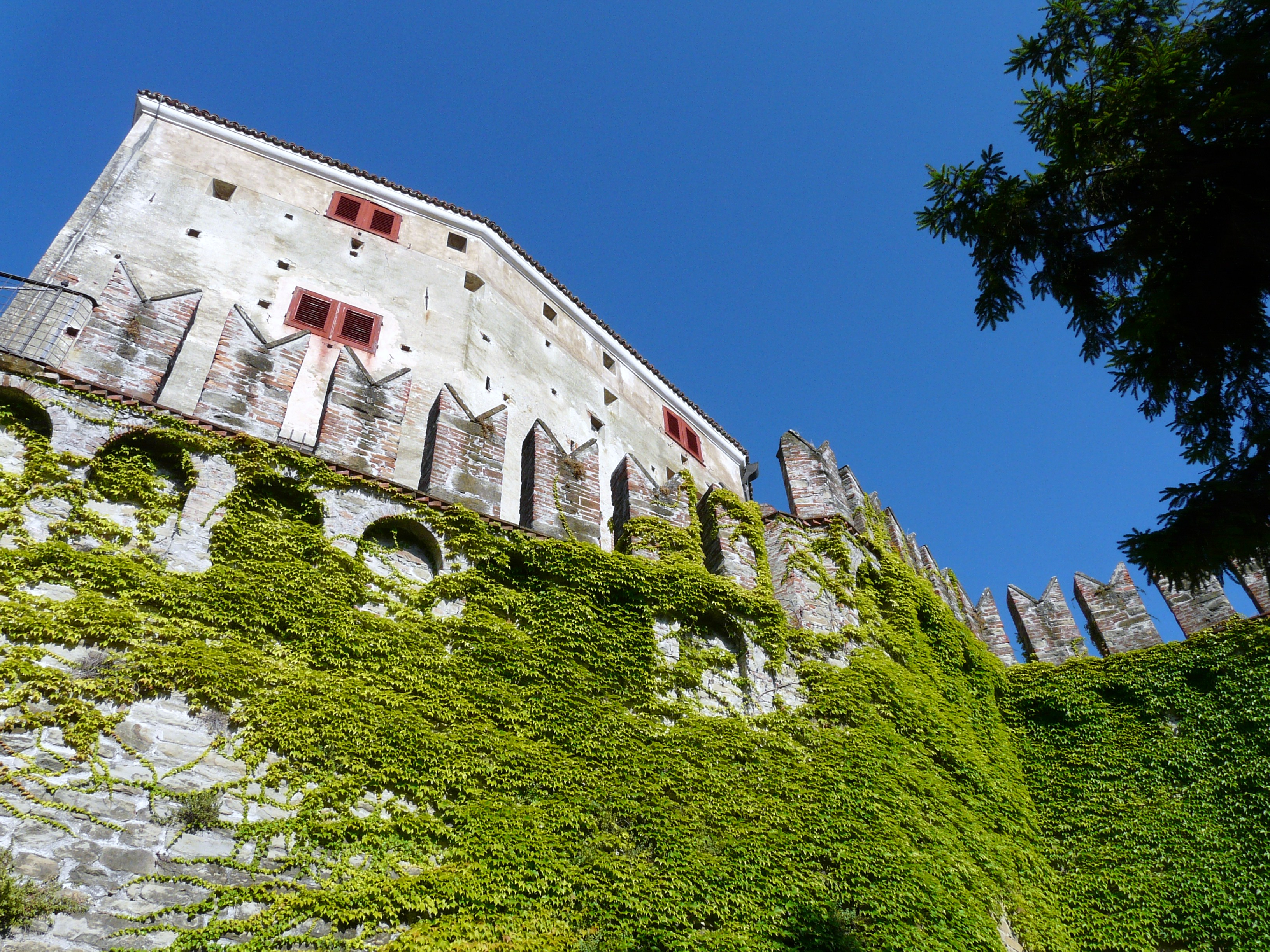
Il castello
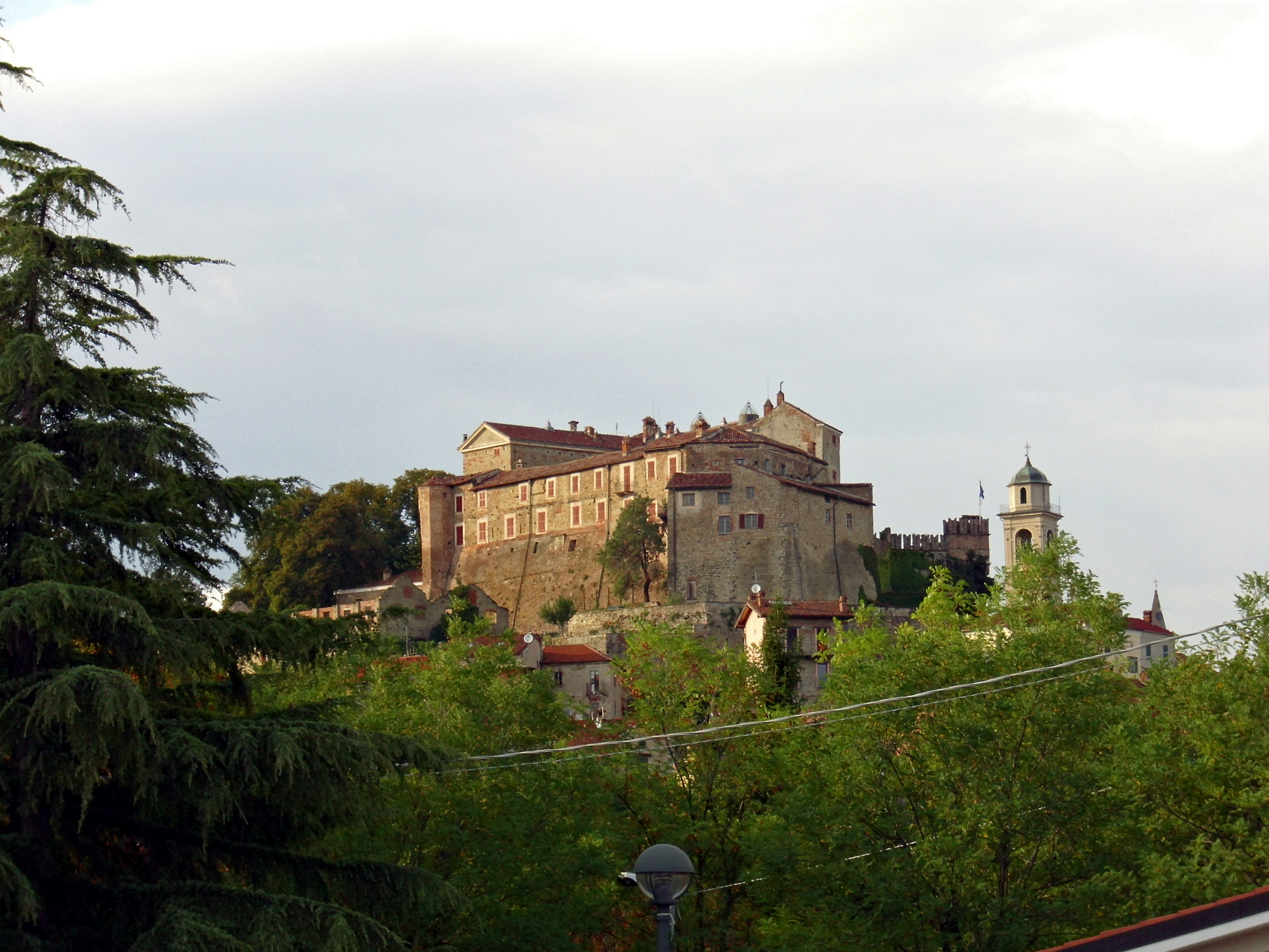
Veduta del castello
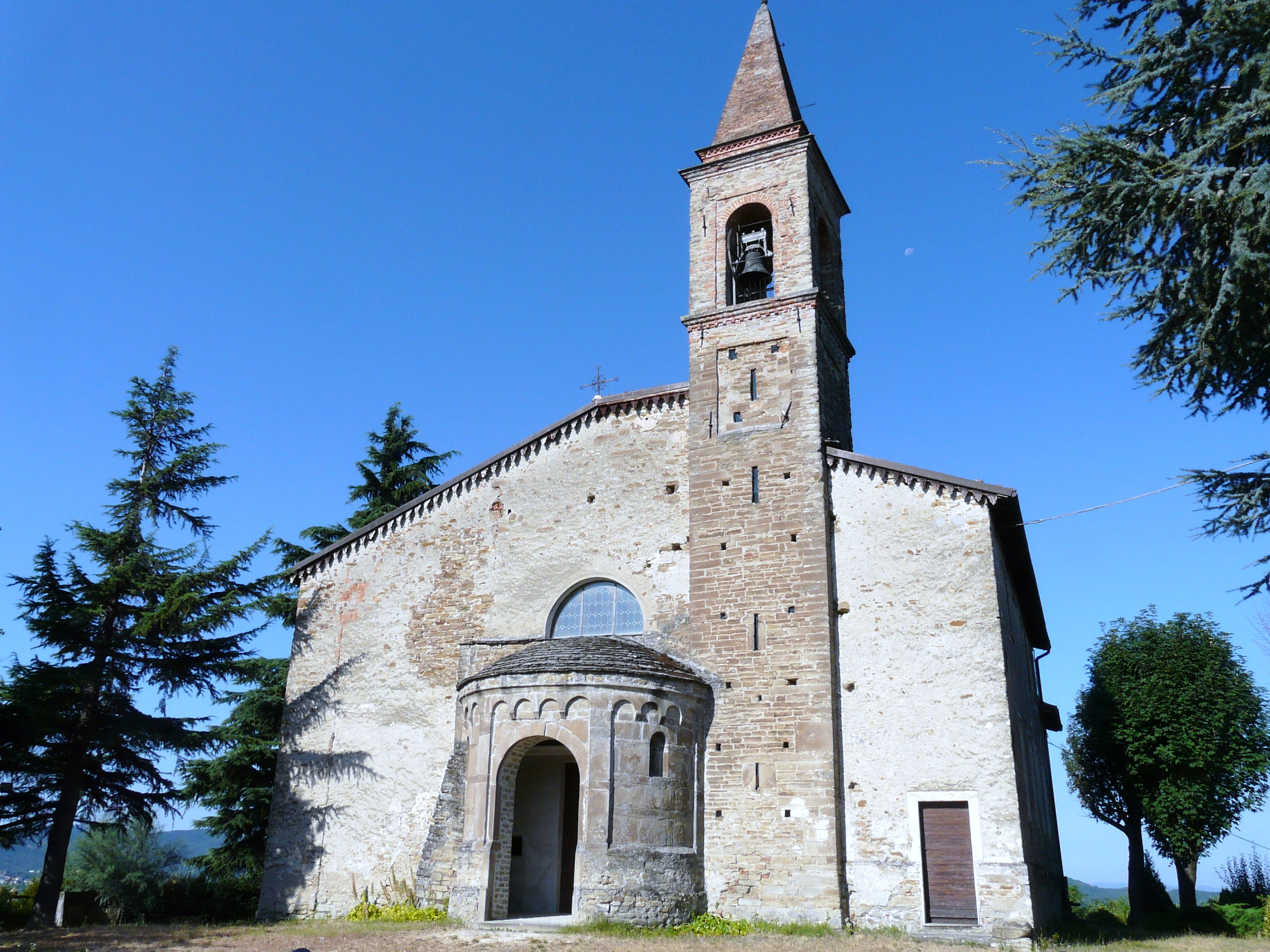
Il millenario santuario della Bruceta